# Hugh Bonneville
Hugh Richard Bonneville Williams (Londres, Anglaterra, 10 de novembre de 1963) és un actor de cinema, teatre i televisió anglès.

## Carrera professional
La primera actuació professional de Bonneville al teatre fou al Regent's Park Open Air Theater. El 1987 va unir-se a la companyia National Theatre i va treballar en diverses obres. El 1991 va passar ja a la companyia Royal Shakespeare, on interpretà Laertes en la versió de Hamlet de Kenneth Branagh. També va personificar Valentine a Els dos gentilhomes de Verona, Bergetto a Tis Pity She's a Whore i Kastril i Surly a L'Alquimista.
El 1991 també debutà en la televisió amb el nom de Richard Bonneville. Els seus primers papers foren de personatges d'un caràcter bonàs, com Bernie a Notting Hill (1999) i Mr. Rushworth a Mansfield Park (1999). A la sèrie de televisió de la BBC Take a Girl Like You el 2000 i a Armadillo el 2001 interpretà personatges més aviat dolents, com Henleigh Grandcourt a Daniel Deronda (2002) i l'assassí psicòpata James Lampton a The Commander (2003). A Love Again donà vida al poeta Philip Larkin. El 2004 interpretà Sir Christopher Wren en el documental Wren - The Man Who Built Britain. A Iris (una pel·lícula del 2001) va tenir el paper del jove John Bayley, i la seva interpretació va fer que el nominessin als premis BAFTA al millor actor secundari. A començaments del 2010 va obtenir un paper a la comèdia Burke and Hare. El 2011 va treballar en el drama televisiu d'ITV Downton Abbey.

## Filmografia
| Any  | Pel·lícula                                       | Paper                            | Notes |
| ---- | ------------------------------------------------ | -------------------------------- | --- |
| 1990 | Chancer                                          | Jas                              | Sèrie de televisió (2 episodis) |
| 1991 | Dodgem                                           | Rick Bayne                       | Sèrie de televisió (5 episodis) |
| 1993 | Paul Merton: The Series                          | Capità                           | Sèrie de televisió (1 episodi) |
| 1993 | Stalag Luft                                      | Barton                           | Pel·lícula per a televisió |
| 1994 | The Memoirs of Sherlock Holmes                   | Victor Savage                    | Sèrie de televisió (1 episodi: "The Dying Detective") |
| 1994 | Peak Practice                                    | Dominic Kent                     | Sèrie de televisió (1 episodi: "Perfect Love") |
| 1994 | Cadfael                                          | Daniel Aurifaber                 | Sèrie de televisió (1 episodi: "The Sanctuary Sparrow") |
| 1994 | Frankenstein                                     | Schiller                         | |
| 1994 | Between the Lines                                | Henry Oakes                      | Sèrie de televisió (1 episodi: "Close Protection") |
| 1995 | The Imaginatively Titled Punt and Dennis Show    |                                  | Sèrie de televisió (1 episodi) |
| 1995 | The Vet                                          | Alan Sinclair                    | Sèrie de televisió (6 episodis) |
| 1995 | Eastenders                                       | Director                         | Sèrie de televisió (1 episodi) |
| 1996 | Married for Life                                 | Steve Hollingsworth              | Sèrie de televisió (7 episodis) |
| 1996 | Bugs                                             | Nathan Pym                       | Sèrie de televisió (1 episodi: "Bugged Wheat") |
| 1997 | Breakout                                         | Peter Schneider                  | Pel·lícula per a televisió |
| 1997 | See You Friday                                   | Daniel                           | Sèrie de televisió (1 episodi) |
| 1997 | The Man Who Made Husbands Jealous                | Ferdinand Fitzgerald             | Minisèrie de televisió (1 episodi) |
| 1997 | Get Well Soon                                    | Norman Tucker                    | Sèrie de televisió (4 episodis) |
| 1997 | Tomorrow Never Dies                              | Oficial aeri – HMS Bedford       | |
| 1998 | Heat of the Sun                                  | Reverend Edward Herbert          | Sèrie de televisió (1 episodi: "Hide in Plain Sight") |
| 1998 | Mosley                                           | Bob Boothby                      | Sèrie de televisió (4 episodis) |
| 1998 | The Scold's Bridle                               | Tim Duggan                       | Pel·lícula per a televisió |
| 1998 | Holding the Baby                                 | Gordon Muir                      | Sèrie de televisió |
| 1999 | Murder Most Horrid                               | Inspector Dawson                 | Sèrie de televisió (1 episodi: "Confessions of a Murderer") |
| 1999 | Notting Hill                                     | Bernie                           | |
| 1999 | Mansfield Park                                   | Mr. Rushworth                    | |
| 2000 | Thursday the 12th                                | Brin Hopper                      | Pel·lícula per a televisió |
| 2000 | Madame Bovary                                    | Charles Bovary                   | Pel·lícula per a televisió |
| 2000 | Take a Girl Like You                             | Julian Ormerod                   | Sèrie de televisió |
| 2001 | Hans Christian Andersen: My Life as a Fairy Tale | Publisher                        | Pel·lícula per a televisió |
| 2001 | Blow Dry                                         | Louis                            | |
| 2001 | High Heels and Low Lifes                         | Farmer                           | |
| 2001 | The Cazalets                                     | Hugh Cazalet                     | Sèrie de televisió (6 episodis) |
| 2001 | The Emperor's New Clothes                        | Bertrand                         | |
| 2001 | Armadillo                                        | Torquil Helvoir Jayne            | Sèrie de televisió |
| 2001 | Iris                                             | John Bayley                      | Premi al millor artista de revelació del Festival de Cinema Internacional de Berlín Nominació − BAFTA al millor actor secundari Nominació − Premi del Cinema Europeu al millor actor |
| 2002 | Impact                                           | Phil Epson                       | Pel·lícula per a televisió |
| 2002 | The Gathering Storm                              | Ivo Pettifer                     | Pel·lícula per a televisió |
| 2002 | Right Under My Eyes                              | James                            | Pel·lícula per a televisió |
| 2002 | The Biographer                                   | Eric                             | Pel·lícula per a televisió |
| 2002 | Midsomer Murders                                 | Hugh Barton                      | Sèrie de televisió (1 episodi: "Ring Out Your Dead") |
| 2002 | Tipping the Velvet                               | Ralph Banner                     | Sèrie de televisió |
| 2002 | Doctor Zhivago                                   | Andrey Zhivago                   | Pel·lícula per a televisió |
| 2002 | Daniel Deronda                                   | Henleigh Grandcourt              | Pel·lícula per a televisió |
| 2003 | The Commander                                    | James Lampton                    | Pel·lícula per a televisió |
| 2003 | Conspiracy of Silence                            | Fr. Jack Dowling                 | |
| 2003 | Love Again                                       | Philip Larkin                    | Pel·lícula per a televisió |
| 2003 | Hear the Silence                                 | Dr. Andrew Wakefield             | Pel·lícula per a televisió |
| 2004 | Piccadilly Jim                                   | Lord Wisbeach                    | |
| 2004 | Wren: The Man Who Built Britain                  | Christopher Wren                 | Documental per a televisió |
| 2004 | Stage Beauty                                     | Samuel Pepys                     | |
| 2005 | The Commander: Virus                             | James Lampton                    | |
| 2005 | The Commander: Blackout                          | James Lampton                    | |
| 2005 | The Rotter's Club                                | Voz de Ben adulto                | Sèrie de televisió |
| 2005 | L'humanoide perdut (Man to Man)                  | Fraser McBride                   | |
| 2005 | Asylum                                           | Max Raphael                      | |
| 2005 | The Robinsons                                    | George Robinson                  | Sèrie de televisió (6 episodis) |
| 2005 | Underclassman                                    | Headmaster Felix Powers          | |
| 2006 | Beau Brummell: This Charming Man                 | Jordi IV del Regne Unit          | Pel·lícula per a televisió |
| 2006 | Courting Alex                                    | Julian/Charles Carter            | Sèrie de televisió (10 episodis) |
| 2006 | Scenes of a Sexual Nature                        | Gerry                            | |
| 2006 | Tsunami: The Aftermath                           | Tony Whittaker                   | Pel·lícula per a televisió |
| 2007 | Four Last Songs                                  | Sebastian Burrows                | |
| 2007 | The Diary of a Nobody                            | Pooter                           | Pel·lícula per a televisió |
| 2007 | The Vicar of Dibley                              | Jeremy Ogilvy                    | Sèrie de televisió (1 episodi: "The Vicar in White") |
| 2007 | Five Days                                        | DSI Iain Barclay                 | Sèrie de televisió (4 episodis) |
| 2007 | Miss Austen Regrets                              | Rev. Brook Bridges               | Pel·lícula per a televisió |
| 2007 | Hola to the World                                | Painter                          | short |
| 2007 | The Replacements                                 | Veu                              | Sèrie de televisió (1 episodi: "London Calling") |
| 2007 | Freezing                                         | Matt                             | Sèrie de televisió (3 episodis: 2007–2008) |
| 2008 | Filth: The Mary Whitehouse Story                 | Sir Hugh Carleton Greene         | Pel·lícula per a televisió |
| 2008 | Bonekickers                                      | Gregory Parton                   | Sèrie de televisió (6 episodis) |
| 2008 | Lost in Austen                                   | Mr. Bennett                      | Minisèrie de televisió (4 episodis) |
| 2008 | One of Those Days                                | Mr. Burrell                      | |
| 2008 | French Film                                      | Jed                              | Premis Jury – Millor actor |
| 2008 | Country House Rescue (Sèries 1)                  | Narrador                         | Sèrie de televisió (6 episodis: 2008–2009) |
| 2009 | Knife Edge                                       | Charles Pollock                  | |
| 2009 | Hunter                                           | DSI Iain Barclay                 | Minisèrie de televisió (2 episodis) |
| 2009 | Glorious 39                                      | Gilbert                          | |
| 2009 | From Time to Time                                | Capità Oldknow                   | |
| 2009 | Ruth Watson's Hotel Rescue                       | Narrador                         | Sèrie de televisió (6 episodis) |
| 2009 | Country House Rescue Revisited                   | Narrador                         | Sèrie de televisió (3 episodis: 2009) |
| 2010 | Legally Mad                                      | Gordon Hamm                      | Pel·lícula per a televisió |
| 2010 | Critical Eye                                     | Brian                            | |
| 2010 | Ben Hur                                          | Ponç Pilat                       | Minisèrie de televisió (2 episodis) |
| 2010 | Shanghai                                         | Ben Sanger                       | |
| 2010 | Third Star                                       | Raquer                           | |
| 2010 | Agatha Christie: Poirot                          | Edward Masterman                 | Sèrie de televisió (1 episodi: "Murder on the Orient Express") |
| 2010 | The Silence                                      | Chris                            | Sèrie de televisió (4 episodis) |
| 2010 | Rev.                                             | Roland Wise                      | Sèrie de televisió (1 episodi) |
| 2010 | Burke and Hare                                   | Lord Harrington                  | |
| 2010 | Downton Abbey                                    | Robert Crawley, Earl of Grantham | Sèrie de televisió |
| 2010 | Hippie Hippie Shake                              | John Mortimer                    | |
| 2010 | Country House Rescue (Sèries 2)                  | Narrador                         | Sèrie de televisió (8 episodis: 2010) |
| 2011 | Marple: The Mirror Crack'd from Side to Side     | Inspector Hewitt                 | Pel·lícula per a televisió |
| 2011 | Twenty Twelve                                    | Ian Fletcher                     | Sèrie de televisió |
| 2011 | Doctor Who                                       | Capità Avery                     | Sèrie de televisió (2 episodis: "The Curse of the Black Spot" i "A Good Man Goes to War")                                                                                            |
| 2011 | Country House Rescue (Sèries 3)                  | Narrador                         | Sèrie de televisió (7 episodis: 2011) |
| 2011 | Third Star                                       | Raquer                           | Pel·lícula |
| 2011 | Downton Abbey                                    | Robert Crawley, Earl of Grantham | Sèrie de televisió Nominació − Globus d'Or al millor actor en minisèrie o telefilm Nominació − Primetime Emmy al millor actor en sèrie dramàtica                                     |
| 2011 | Rev.                                             | Roland Wise                      | Sèrie de televisió (1 episodi) |
| 2017 | Paddington 2                                     | Paddington                       | |
| 2021 | Per a Olivia (To Olivia)                         | Roald Dahl                       | |